# Baza (linearna algebra)
Baza nekog vektorskog prostora {\displaystyle V} nad poljem {\displaystyle K} je uređeni skup međusobno linearno nezavisnih i nenul vektora {\displaystyle e=\{e_{1},e_{2},...,e_{n}\},} čijim se linearnim kombinacijama mogu jednoznačno predstaviti svi ostali vektori iz {\displaystyle V}. Neka je {\displaystyle a} jedan takav vektor. Vrijedi:
{\displaystyle a=\alpha _{1}e_{1}+\alpha _{2}e_{2}+\cdots +\alpha _{n}e_{n},\;\alpha _{i}\in K}
Odavde slijedi da je ovakav skup također i minimalan, tj. da ne postoji neki drugi skup vektora {\displaystyle f=\{f_{1},f_{2},...,f_{m}\},} takav da je {\displaystyle m<n} koji bi također bio baza.
Ako bi pretpostavili da takav skup vektora {\displaystyle f} postoji, tada bi se svaki od {\displaystyle m} vektora {\displaystyle f_{i}} mogao prikazati kao linearna kombinacija {\displaystyle n} vektora iz skupa {\displaystyle e,} odnosno
{\displaystyle f_{i}=\alpha _{1}e_{1}+\alpha _{2}e_{2}+\cdots +\alpha _{n}e_{n},i=1,...,m}
Rješavanjem tog sustava {\displaystyle m} jednadžbi s {\displaystyle n} nepoznanica, pri čemu je broj jednadžbi manji od broja nepoznanica, daje parametarska rješenja, što znači da se vektor {\displaystyle f_{i}} ne može jednoznačno prikazati pomoću vektora iz skupa {\displaystyle e}. To je pak u kontradikciji s pretpostavkom da je skup {\displaystyle e} baza, pa početna pretpostavka da postoji traženi skup {\displaystyle f} nije točna. 
Kako se u vektorskom prostoru dimenzije {\displaystyle n} može predstaviti {\displaystyle n} linearno nezavisnih vektora, njegovu bazu mora činiti najmanje {\displaystyle n} vektora, što zajedno s gornjim zaključkom o minimalnosti baze daje da baza {\displaystyle n}-dimenzionog vektorskog prostora {\displaystyle V} ima točno {\displaystyle n} vektora.

## Kanonska baza
Jedna od baza {\displaystyle n}-dimenzionog vektorskog prostora {\displaystyle V} se može definirati na sljedeći način:
{\displaystyle e:=\{e_{i}=(\underbrace {0,\dots ,0} _{i-1},1,\underbrace {0,\dots ,0} _{n-i}),\;\;i=1,\dots ,n\}}
Ova se baza naziva kanonskom bazom tog prostora, a po definiciji je ortonormirana.

## Vidjeti također
- Ortonormirana baza